# Conservatorio de Maastricht
El Conservatorio de Maastricht (en neerlandés: Conservatorium Maastricht) ubicado en la ciudad de Maastricht, es una de las nueve academias de música en los Países Bajos. La academia es una facultad de la Universidad de Ciencias Aplicadas Zuyd (Hogeschool Zuyd en holandés) para el programa de Licenciatura y el "Zuid Nederlandse Hogeschool voor Muziek" para el programa de Maestría, en cooperación con la Academia de Música Fontys, la Academia de Música de la Universidad Fontys de Ciencias Aplicadas. La academia ofrece formación profesional de grado superior.